# Jagdgeschwader 233
233-тя винищувальна ескадра (нім. Jagdgeschwader 233 (JG 233) — винищувальна ескадра Люфтваффе, що існувала у складі повітряних сил вермахту напередодні Другої світової війни. 1 травня 1939 року її формування пішли на створення 51-ї винищувальної ескадри (I./JG 51).

## Історія
233-тя винищувальна ескадра заснована 7 листопада 1938 року на аеродромі Бад-Айблінг шляхом перейменування ескадри I./JG135 та оснащена винищувачами Messerschmitt Bf 109 D та E. За відсутності власного штабу ескадрильї група була безпосередньо підпорядкована командуванню групи Люфтваффе 3/Luftgaukommando VII, а з 1 лютого 1939 року Luftflottenkommando 3 / Luftgaukommando VII. 1 травня 1939 року група стала I./Jagdgeschwader 51.

## Командування

### Командири
1-ша група (I./JG 233)
- майор Ернст фрейхерр фон Берг (нім. Ernst Freiherr von Berg) (7 листопада 1938 — 1 травня 1939)

## Бойовий склад 233-ї винищувальної ескадри
- 1-ша група (I./JG 233)